# 陕西粉背蕨
陕西粉背蕨（学名：Aleuritopteris shensiensis）为中国蕨科粉背蕨属下的一个种。

## 扩展阅读
維基物種上的相關：陕西粉背蕨